# Kuh-i-Bazmán
El Kuh-i-Bazmán (en persa: بزمان‎, también conocido simplemente como Bazmán) es un estratovolcán en una remota región desértica de la provincia de Sistán y Beluchistán en el sureste de Irán. Un cráter de 500 metros de ancho tapa la cumbre del volcán dominantemente andesítico. Aunque no está documentada ninguna erupción histórica del Bazmán, contiene fumarolas. Sus conos satélites ha sido la fuente de corrientes de lava basáltica.